# Comuna Simakivka, Iemilciîne
Simakivka (în ucraineană Сімаківська сільська рада) este o comună în raionul Iemilciîne, regiunea Jîtomîr, Ucraina, formată din satele Mîhailivka, Simakivka (reședința) și Zoreanka.

## Demografie
Componența lingvistică a comunei Simakivka
     Ucraineană (99,31%)
     Alte limbi (0,69%)
Conform recensământului din 2001, majoritatea populației comunei Simakivka era vorbitoare de ucraineană (99,31%), existând în minoritate și vorbitori de alte limbi.